# 코르바

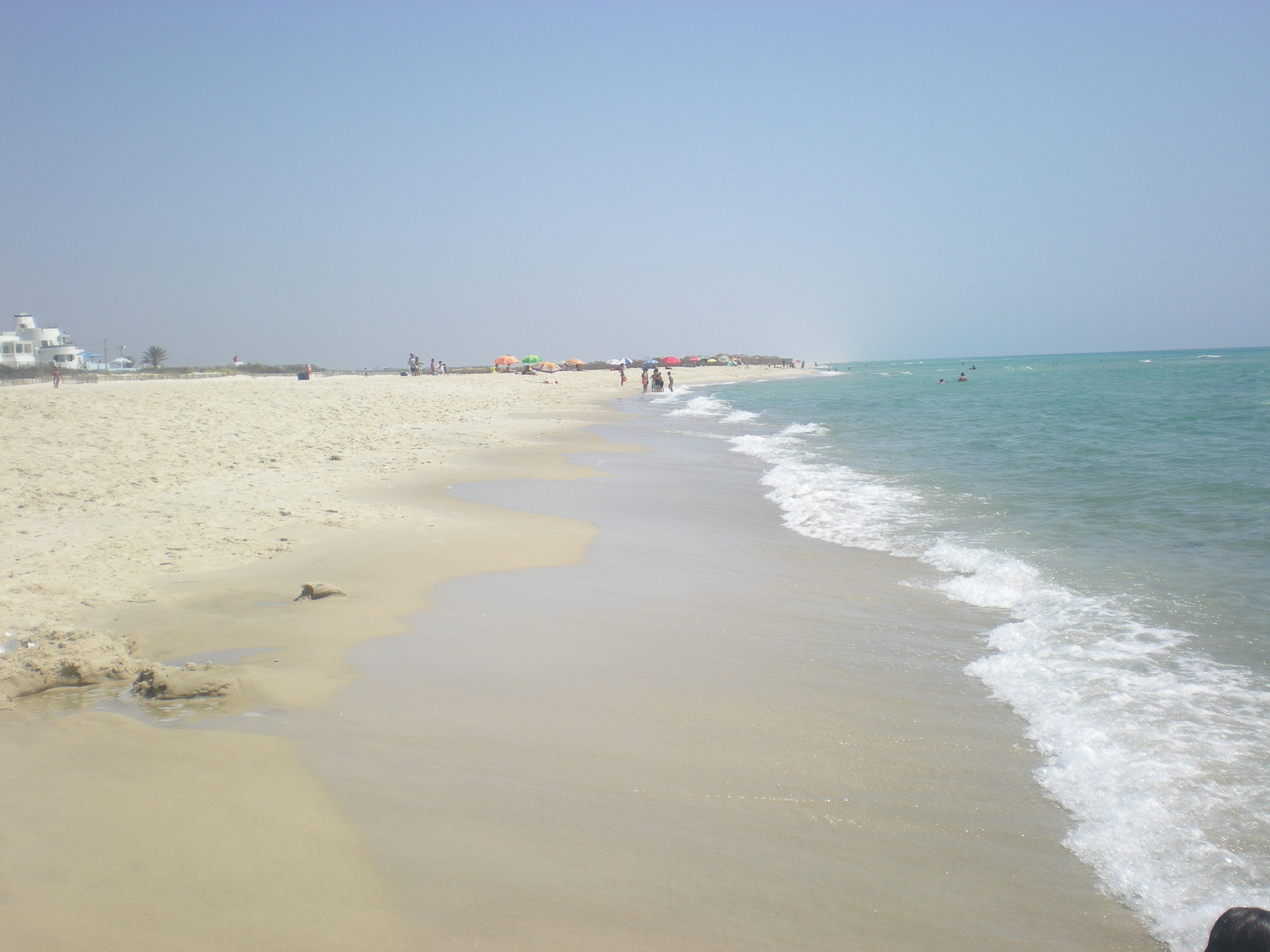
코르바

코르바(영어: Korba, 아랍어: قربة)는 튀니지 나뵐 주에 있는 도시이다. 인구는 34,807명(2004년)이다.